# Aco Stojkov
Aco Stojkov est un footballeur macédonien né le 29 avril 1983 à Stroumitsa, en Yougoslavie, auj. République de Macédoine.
Il joue au poste d'attaquant avec le Vardar Skopje et  la Macédoine.

## Palmarès
- Champion de Macédoine : 2016